# Hof (Norvegia)
Hof este o comună din provincia Vestfold, Norvegia.